# Breitenfeld an der Rittschein
Breitenfeld an der Rittschein ist eine ehemalige Gemeinde mit 788 Einwohnern (Stand 1. Jänner 2014) im Süd-Osten der Steiermark im Gerichtsbezirk Feldbach bzw. Bezirk Südoststeiermark. Seit 1. Jänner 2015 ist sie im Rahmen der Gemeindestrukturreform in der Steiermark mit der Marktgemeinde Riegersburg und den Gemeinden Lödersdorf und Kornberg bei Riegersburg zusammengeschlossen, die neue Gemeinde führt den Namen „Riegersburg“ weiter.

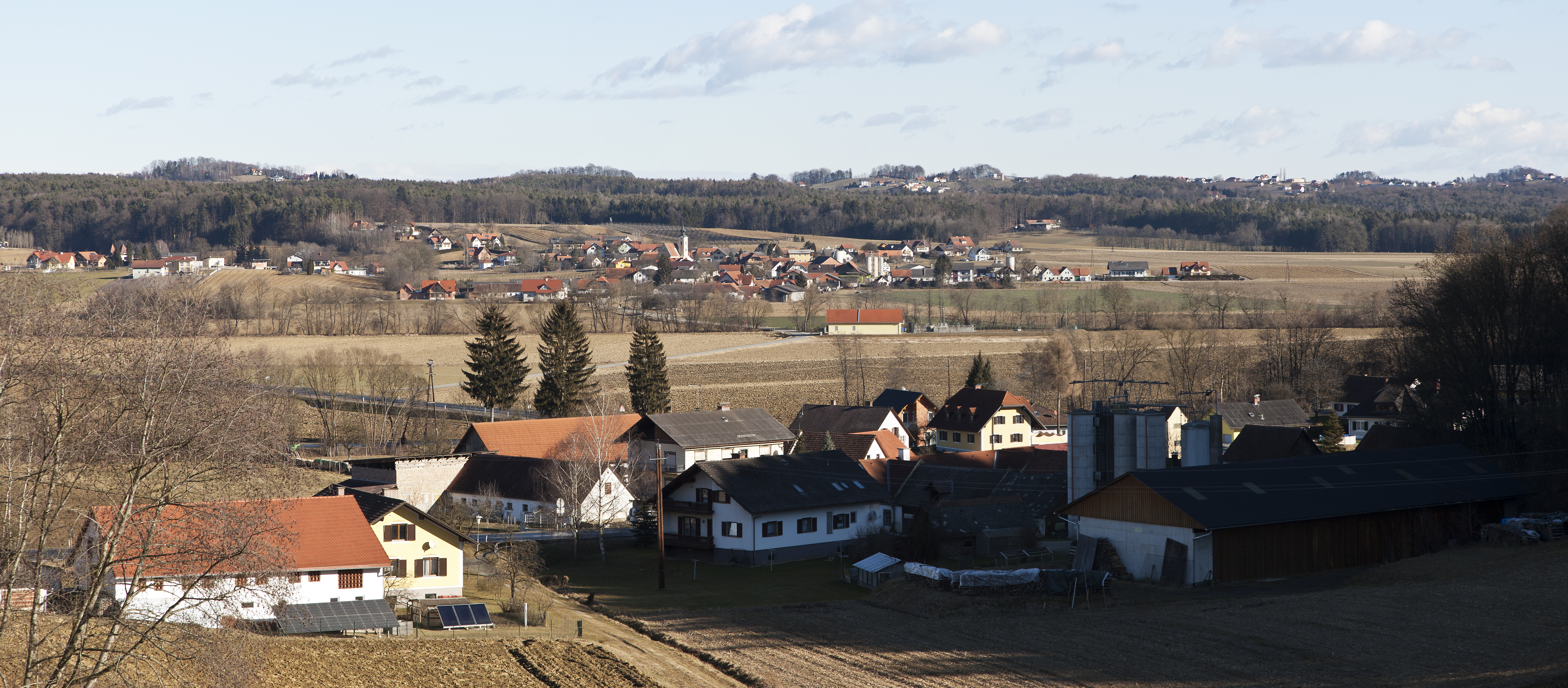
Sankt Kind mit der Ortschaft Neustift im Vordergrund

## Geografie

### Geografische Lage
Breitenfeld an der Rittschein liegt ca. 40 km östlich von Graz und ca. 9 km nordöstlich der Bezirkshauptstadt Feldbach im Oststeirischen Hügelland.

### Nachbargemeinden
|                             | Großwilfersdorf und Ilz                       | Fürstenfeld |
| Ottendorf an der Rittschein | Kompassrose, die auf Nachbargemeinden zeigt   | Söchau      |
|                             | Hatzendorf (Gemeinde Fehring) und Riegersburg |             |

### Gemeindegliederung

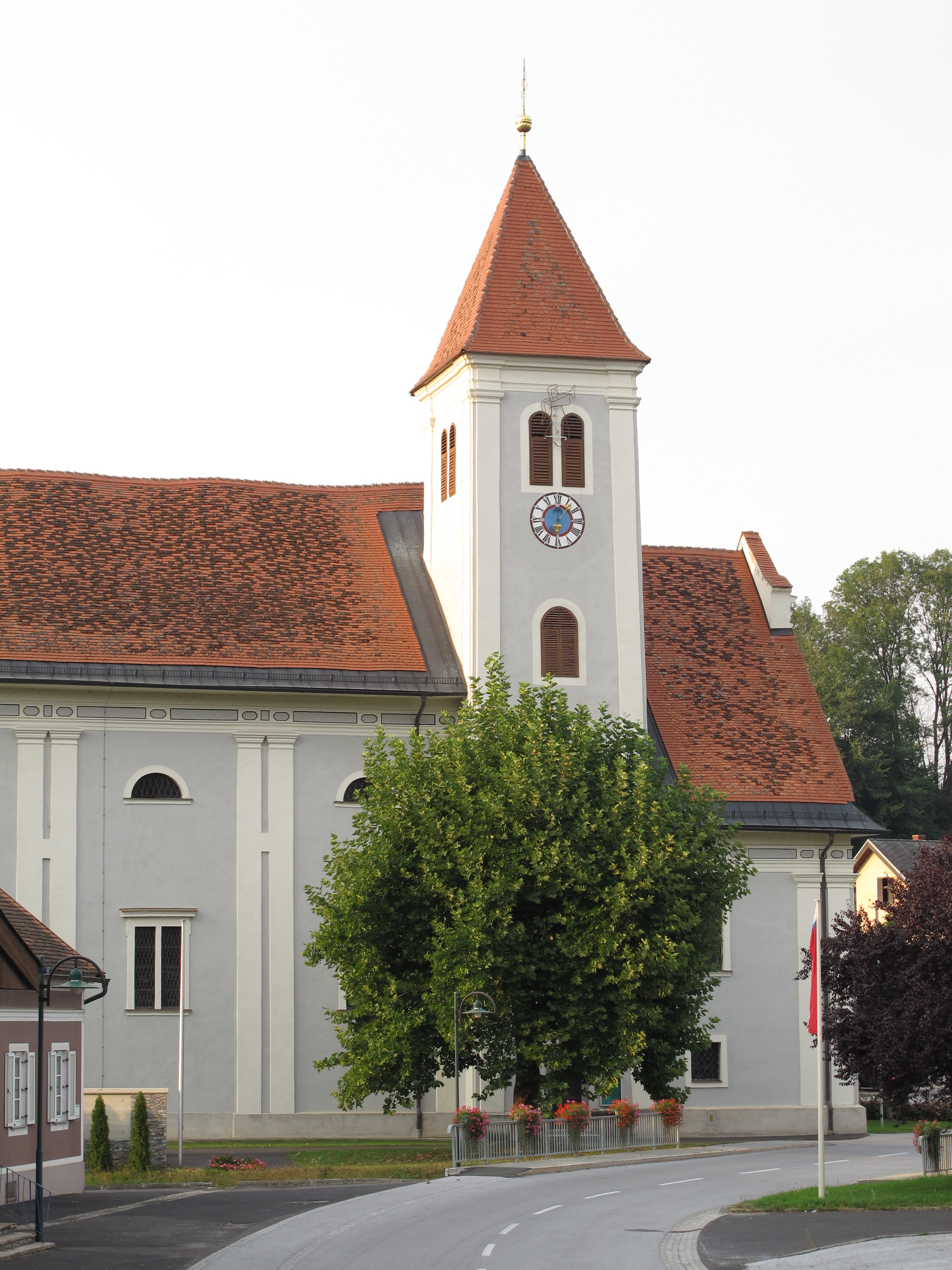
Pfarrkirche Zum Heiland

Das Gemeindegebiet umfasste folgende drei Ortschaften (in Klammern Einwohnerzahl, Stand 1. Jänner 2024):
- Breitenfeld an der Rittschein (390)
- Neustift (138)
- Sankt Kind (275)

Die Gemeinde bestand aus den Katastralgemeinden Breitenfeld, Neustift bei Breitenfeld und St. Kind.

### Klima
Es herrscht typisch südost-steirisches mildes Klima, welches hervorragend für den Anbau von Wein ist.

## Politik

### Gemeinderat
Der letzte Gemeinderat bestand aus 9 Mitgliedern und setzte sich seit der Gemeinderatswahl 2010 aus Mandaten der folgenden Parteien zusammen:
- 6 SPÖ – stellte den Bürgermeister und Vizebürgermeister
- 3 ÖVP – stellte den Gemeindekassier

### Bürgermeister
Letzter Bürgermeister war seit dem 9. April 2005 Johann Pußwald von der SPÖ.

### Wappen
In einem von Silber und Grün gespaltenen Schild zwei übereinander stehende grüne Seeblätter im vorderen und eine silberne Wurfbarte mit einem durch den Ring gezogenen silbernen Tau im hinteren Felde.
Die Seeblätter entstammen dem Wappen der Wildonier, welche diese Schildfigur auch auf das von ihnen 1230 gegründete Chorherrenstift Stainz übertrugen, während die silberne Wurfbarte sich im Stammwappen der Herren von Stubenberg zeigt. Sowohl die Wildonier als auch die Stubenberg besaßen im Gebiet der Gemeinde Breitenfeld seinerzeit beachtliche Grundherrschaftsrechte, auf welche diese Schildfiguren verweisen.
Das Recht zur Führung des Gemeindewappens wurde mit Wirkung vom 1. Oktober 1965 seitens der Steiermärkischen Landesregierung an die Gemeinde verliehen.

## Kultur und Sehenswürdigkeiten

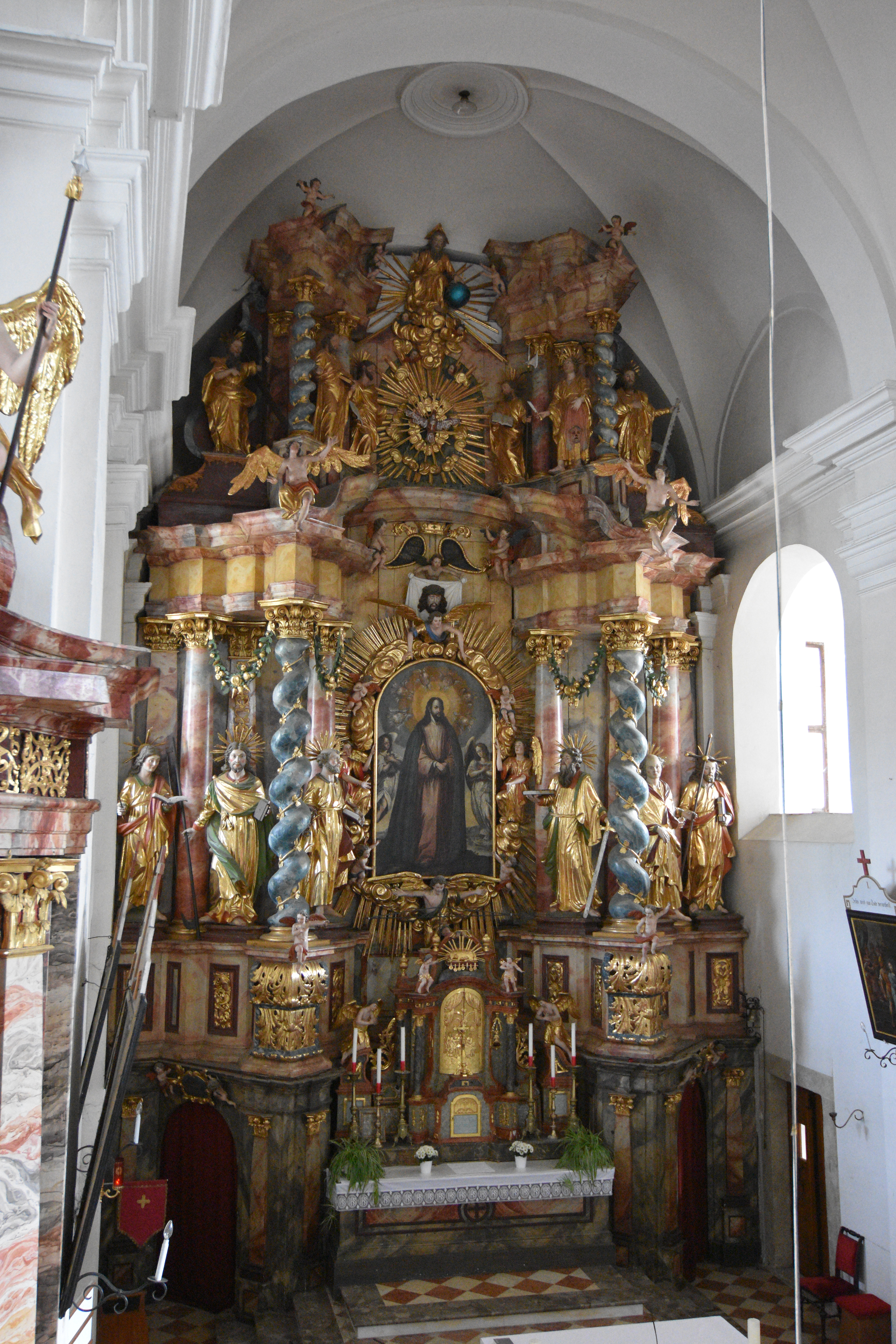
Der Hochaltar

Zu den Sehenswürdigkeiten des Ortes zählt die Pfarrkirche Zum Heiland und der Kreuzweg auf dem Kalvarienberg.

### Musik
Der Musikverein Breitenfeld verfügt über ein neues Musikheim am Dorfplatz und teilt dieses mit dem Sängerchor Breitenfeld.

### Sport
Das Angebot in Breitenfeld reicht vom Sportverein (Fußball) bis zu zwei Tennisvereinen mit insgesamt drei Tennisplätzen.

### Bildung
In Breitenfeld befinden sich eine Volksschule und ein Kindergarten.

## Belege
1. ↑  Statistik Austria - Bevölkerung zu Jahres- und Quartalsanfang
2. ↑  Kundmachung der Steiermärkischen Landesregierung vom 31. Oktober 2013 über die Vereinigung der Marktgemeinde Riegersburg und der Gemeinden Breitenfeld an der Rittschein, Kornberg bei Riegersburg und Lödersdorf, alle politischer Bezirk Südoststeiermark. Steiermärkisches Landesgesetzblatt vom 15. November 2013. Nr. 132, 32. Stück. ZDB-ID 705127-x. S. 635.
3. ↑  Statistik Austria: Bevölkerung am 1.1.2024 nach Ortschaften (Gebietsstand 1.1.2024), (ODS, 500 KB)